# Teófilo Guiard
Teófilo Guiard y Larrauri (1876-1945) fue un historiador, archivero y escritor español.

## Biografía
Nacido el 28 de febrero de 1876, hijo del óptico y fotógrafo francés Alphonse Guiard, fue autor de títulos como Historia de la noble villa de Bilbao (Bilbao, 1905-1912, 4 volúmenes) e Historia del Consulado y Casa de Contratación de Bilbao y del comercio de la villa (Bilbao, 1913-1914, 2 volúmenes). Guiard, que durante su vida estuvo vinculado al incipiente nacionalismo vasco, falleció en Bilbao el 29 de junio de 1945.